# Alpfladdermus
Alpfladdermus, tidigare även Savis fladdermus (Pipistrellus savii) är en fladdermusart i familjen läderlappar (Vespertilionidae). Arten tillhör undersläktet Hypsugo som flera auktoriteter godkänner som släkte.

## Utseende
Alpfladdermusen är en liten fladdermus med en kroppslängd mellan 4,3 och 4,8 cm och vikt upp till 10 g. Den är lik många arter i Pipistrellus-släktet, men kan identifieras på sin färgteckning: Mörkbruna rygghår med ljusa spetsar, svart ansikte, och hakan och buken nästan vita. Arten har 3,1 till 3,8 cm långa underarmar och en 3,1 till 4,3 cm lång svans. Flygmembranen och öronen är tydlig mörka till svartaktiga.

## Vanor
Alpfladdermusen förekommer i gles skog, bergstrakter, ängar, macchia, våtmarker och ofta även i bebyggda områden som byar och städer där den gärna jagar kring gatlyktor. Dagvistet väljer den främst i klippskrevor men även i byggnader och träd; sällan däremot, i underjordiska utrymmen. Det är en av de fladdermöss som kan gå högst upp i bergen, upp till 3 000 m. Den livnär sig på diverse insekter, som den börjar jaga efter solnedgången och under hela natten. Den är i regel solitär under vintersömnen.
Liksom hos andra arter i samma släkte bildar honor före ungarnas födelse, som sker under tidiga sommaren, egna kolonier som är skilda från hannarnas. Kullen består vanligen av tvillingar. Med ungar har kolonin oftast ett tiotal medlemmar.
Lätet som används för ekolokaliseringen är med cirka 16 millisekunder längre än hos andra släktmedlemmar. Lätet har sin högsta energi vid en frekvens av 30 till 35 kHz.
Vissa individer utför längre vandringar men syftet med detta beteende är inte helt utrett. För ett exemplar dokumenterades en 250 km lång vandring.

## Utbredning
Den finns i Sydeuropa från Spanien österut till Italien och Balkan, samt från Nordafrika (inkluderande Kanarieöarna) österut till Mellanöstern och vidare till Afghanistan och norra Indien.

## Status
Alpfladdermusen är globalt livskraftig (LC). Den anses stabil, även om den är utdöd i Tyskland.